# Markgreve

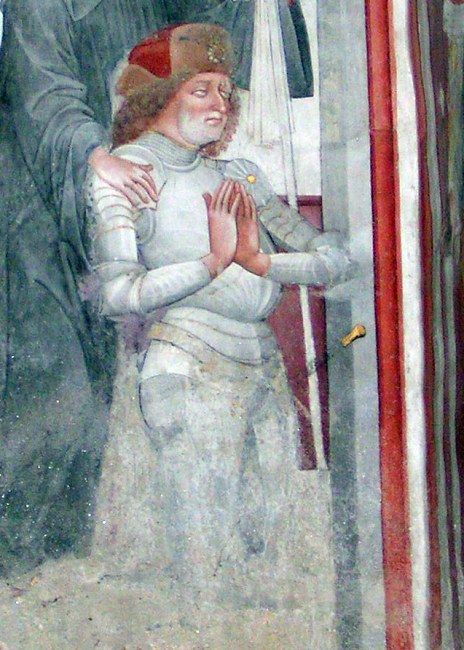
Markgreve Engelbert I (död 1096).

Markgreve avsåg ursprungligen, sedan slutet av 700-talet, greven över ett gränsområde (mark i betydelsen gräns) inom det frankiska väldet.
Markgreven innehade en viktigare befattning än en vanlig greve eftersom även gränsförsvaret var hans ansvar och han var därför närmast likställd med hertigen. Sedan markgrevarnas särskilda bestämmelse upphört och feodalismen gjort dem till ärftliga innehavare av sina områden, bildade de i Tyskland slutligen en klass omedelbara riksfurstar, av vilka dock de flesta efter hand erhöll andra titlar. Benämningen markgreve som fristående suverän titel bibehöll sig längst i Baden, vars siste markgreve, Karl Fredrik av Baden, 1803 blev kurfurste och 1806 storhertig. Titelns romanska ordform (markis) finns kvar i många europeiska länder som betecknande en adlig värdighet.